# Десятилетие интеграции цыган

Эмблема Десятилетия цыганской интеграции

Десятилетие интеграции цыган (англ. Decade of Roma Inclusion) — проект восьми стран Центральной и Восточной Европы, направленный на повышение социально-экономического статуса и интеграции в общество цыганского меньшинства данного региона. Мероприятия в рамках этого первого международного проекта в Европе по улучшению качества жизни цыган охватывали период с 2005 по 2015 год.
В 2005 году правительства Болгарии, Хорватии, Чехии, Венгрии, Словакии, Румынии, Македонии и Сербии и Черногории заявили о намерении принять меры по сокращению разницы в достатке и условиях жизни между цыганским и нецыганским населением, а также положить конец бедности и оторванности цыган от жизни общества.
Цыгане являются самым многочисленным национальным меньшинством в Европе. Бо́льшая их часть (около 10 миллионов) проживает в странах-участницах проекта.